# Чугуй, Юрий Васильевич
Юрий Васильевич Чугуй (25 августа 1945 — 12 марта 2023) — советский и российский учёный в области оптических измерительных технологий и оптического приборостроения, доктор технических наук, профессор, заслуженный деятель науки Российской Федерации.

## Биография
Родился и вырос в городе Приморско-Ахтарске Краснодарского края.
Окончил физфак Новосибирского государственного университета (1968), получил распределение в Институт автоматики и электрометрии СО АН СССР, где работал в должностях от стажера-исследователя до старшего научного сотрудника.
В 1975 году защитил кандидатскую диссертацию:
- Разработка и исследование оптических систем обработки информации с двухградационными транспарантами : диссертация … кандидата технических наук : 05.13.01. — Новосибирск, 1975. — 234 с. : ил.

С 1987 года начальник СКБ научного приборостроения СО АН СССР. В 1991 году после преобразования СКБ был избран директором Конструкторско-технологического института научного приборостроения СО РАН, оставаясь одновременно заведующим лабораторией технического зрения. С 2017 года — научный руководитель КТИ НП.
В 1992 году защитил докторскую диссертацию «Исследование и разработка методов Фурье-оптики для измерения геометрических параметров изделий».
Под его руководством и при непосредственном участии были разработаны сверхточные оптико-электронные методы 3D-размерного контроля, которые используются в атомной, космической, оптико-механической и других отраслях и на железнодорожном транспорте.
Внёс большой вклад в становление и развитие актуальных направлений науки и техники: оптические методы параллельных вычислений для анализа и фильтрации изображений, бесконтактные фурье-оптические высокоразрешающие методы и системы измерения геометрических параметров объектов, 3D оптика, 3D-оптические измерительные технологии.
По совместительству в течение 35 лет преподавал и вёл научную деятельность в Новосибирском государственном университете и 17 лет — в Новосибирском государственном техническом университете.
Также с 1987 года руководил межотраслевой лабораторией технического зрения — головным подразделением Топливной компании «ТВЭЛ» («Росатом») по разработке средств бесконтактного размерного контроля. Лабораторией разработаны и внедрены в промышленную эксплуатацию более 20 автоматизированных оптико-электронных систем бесконтактного размерного контроля, повысивших безопасность ядерных реакторов.
Под его руководством были организованы международные симпозиумы по лазерной метрологии (Новосибирск, 2002) и по измерительным технологиям (Санкт-Петербург, 2009). Был сопредседателем симпозиума по нанометрологии (Брауншвейг, ФРГ, 2009), двустороннего Российско-Тайваньского симпозиума по обработке материалов на микро- и наноуровне (Новосибирск, 2013), председателем семинара по оптоэлектронике (Санкт-Петербург, 2014).
Заслуженный деятель науки РФ (21.04.1998). Лауреат премии Правительства РФ в области науки и техники 2014 года за разработку научных основ, создание и внедрение оптико-информационных методов, систем и технологий бесконтактной диагностики динамических процессов для повышения эффективности и безопасности в энергетике, промышленности и на транспорте.
Награждён орденом «Знак Почёта» (1986) и медалью ордена «За заслуги перед Отечеством» II степени.
Похоронен на Южном кладбище Новосибирска (квартал 29).

## Сочинения
- Фурье-оптика протяжённых объектов постоянной толщины : монография / Ю. В. Чугуй ; Министерство науки и высшего образования Российской Федерации, Новосибирский государственный технический университет, Конструкторско-технологический институт научного приборостроения СО РАН. — Новосибирск : Изд-во НГТУ, 2021. — 455 с. : ил., табл.; 23 см; ISBN 978-5-7782-4600-3 : 200 экз.
- Беседы о геометрической оптике [Текст] / Р. М. Бычков, Ю. В. Чугуй; отв. ред. В. П. Коронкевич ; Российская акад. наук, Сибирское отд-ние, Конструкторско-технологический ин-т науч. приборостроения, М-во образования и науки Российской Федерации, Новосибирский гос. ун-т, Новосибирский гос. технический ун-т. — Новосибирск : Изд-во Сибирского отд-ния Российской акад. наук, 2011. — 476, [1] с. : ил.; 27 см; ISBN 978-5-7692-0981-9
- Оптико-электронные лазерные системы и приборы : Ч. 1. Основы оптико-электронных измерительных систем : учебное пособие для студентов направления подготовки бакалавров и магистров 200200 «Оптотехника» и направления подготовки дипломированных специалистов 200203 «Оптотехника» / Ю. В. Чугуй, И. Г. Пальчикова, Р. В. Куликов ; Сибирская государственная геодезическая академия. — Новосибирск : СГГА, 2007. — 59 с. : ил., табл.; 20 см; ISBN 978-5-87693-260-0
- Оптико-информационные измерительные и лазерные технологии и системы [Текст] : юбилейный сборник избранных трудов [КТИ НП СО РАН] / Сибирское отд-ние Российской акад. наук, Конструкторско-технологический ин-т науч. приборостроения; науч. ред. Ю. В. Чугуй. — Новосибирск : ГЕО, 2012. — 453, [3] с. : ил., цв. ил., табл.; 25 см; ISBN 978-5-904683-00-9
- От ровесников Великой Победы [Текст] : биография класса : посвящается 50-летию окончания одиннадцатилетней школы № 2 в г. Приморско-Ахтарске (11а класс) / Юрий Чугуй. — 2-е изд. — Новосибирск : Академиздат, 2013. — 767 с. : портр., фот.; 25 см; ISBN 978-5-9904865-2-2